# 電電ファミリー
電電ファミリー（でんでんファミリー）とは、かつての日本電信電話公社（現：日本電信電話（NTT））に近い企業を指す。電話交換機の主要メーカーだった日本電気（NEC）、富士通、沖電気工業が、電電ファミリー御三家と呼ばれた。

## 歴史

### 1980年代
- 1980年代半ばまで、日本の通信事業は日本電信電話公社がほぼ独占していた。公衆交換電話網（電話回線）を維持するため、電話機、電話交換機、電話網等は、電電ファミリー企業が一体となって開発、整備を担ってきた[3]。
- 1985年4月、電気通信事業法の施行により、日本電信電話公社は日本電信電話（NTT）として民営化され、新電電の参入が始まる。

### 1990年代
- 1990年代から、携帯電話による移動体通信の時代を迎える。

### 2000年代
- 2000年代に入ると、第3世代携帯電話（3G）が登場する。2001年に世界に先駆け日本で3G（W-CDMA）の商用サービスが始まる。
- 2000年代後半、iPhoneやAndroidのスマートフォンの台頭により、3Gのガラケーでガラパゴス化した、日本の企業は遅れを取る。

### 2010年代
- 2010年代になると、中国・韓国・台湾スマートフォンメーカーの飛躍、スマートフォンへの移行・開発が遅れた日本メーカーが次々とスマートフォン事業から撤退。電電ファミリー御三家の一つだったNECも2013年にスマートフォン事業から撤退した[4]。
- 2010年代後半になると、電気通信工事メーカーの再編が加速し、コムシスホールディングス、エクシオグループ、ミライト・ホールディングスの大手3社に集約される[5]。

### 2020年代
- 2020年になり、NTTは第5世代移動通信システム（5G）およびその次世代の第6世代移動通信システム（6G）通信の分野での協力構築のためにNECへの出資を発表した[6]。また、2021年には富士通とも6GやIOWNの技術開発を目的に業務提携している[7][8][9][10]。

## 電電ファミリー企業一覧

### 御三家
- 日本電気（NEC）
- 富士通
- 沖電気工業

### 総合電機メーカー
- 日立製作所
- 東芝[11]
- 三菱電機

### 電気通信工事メーカー
- コムシスホールディングス
- エクシオグループ
- ミライト・ホールディングス

### 空調・管・衛生工事メーカー
- 日比谷総合設備[12]
- 日設（ミライトグループ）

### 電話交換機メーカー
- 岩崎通信機
- NECプラットフォームズ
- サクサホールディングス
- ナカヨ

### 電気通信工事資材商社
- 資材リンコム
- 西日本資材デックス
- 東海通信資材サービス
- 北陸通信資材
- 中国通信資材
- 四国通信産業
- 九州通信産業
- 全国情報通信資材